# Pedras zodiacais
Pedras zodiacais são Gemas às quais foram atribuídas por civilizações antigas como na Índia e Babilônia poderes mágicos. Como o passar do tempo, astrólogos associaram pedras de determinadas cores aos doze sígnos do zodíaco.

## História das pedras de zodiacais
Em 1912, em um esforço para padronizar as pedras de nascimento, a Associação Nacional de Joalheiros (agora chamada de Joalheiros da América) se reuniu no Kansas e adotou oficialmente uma lista. O Jewelry Industry Council of America atualizou a lista em 1952 adicionando Alexandrite para junho, citrino para novembro e turmalina rosa para outubro. A American Gem Trade Association adicionou tanzanita como uma pedra de nascimento de dezembro em 2002. Em 2016, a American Gem Trade Association e a Jewelers of America adicionaram espinélio como uma pedra de nascimento adicional para agosto.

## Pedras zodiacais
O livro The Book of Talismans, Amulets and Zodiacal Gems (1922), do casal William Thomas Pavitt e Kate Pavitt traz uma tabela de pedras zodiacais. Segundo o comentário na introdução do livro, eles pesquisaram mitologias hindus, judaicas, chinesas, egípcias, romanas, gnósticas e cristãs para compor o livro.
| Signo       | Período                         | Pedras zodiacais (segundo os Pavitt's) |
| ----------- | ------------------------------- | -------------------------------------- |
| Áries       | 21 de Março - 20 de Abril       | Diamante, Ferro                        |
| Touro       | 21 de Abril - 21 de Maio        | Safira, Cobre                          |
| Gêmeos      | 22 de Maio - 21 de Junho        | Ágata, Prata                           |
| Câncer      | 22 de Junho - 22 de Julho       | Esmeralda, Prata                       |
| Leão        | 23 de Julho - 23 de Agosto      | Crisólita, Ouro                        |
| Virgem      | 24 de Agosto - 23 de Setembro   | Cornalina, Prata                       |
| Libra       | 24 de Setembro - 23 de Outubro  | Opala, Cobre                           |
| Escorpião   | 24 de Outubro - 22 de Novembro  | Água-marinha, Ferro                    |
| Sagitário   | 23 de Novembro - 21 de Dezembro | Topázio, Estanho                       |
| Capricórnio | 22 de Dezembro - 20 de Janeiro  | Rubi, Chumbo                           |
| Aquário     | 21 de Janeiro - 19 de Fevereiro | Granada, Chumbo                        |
| Peixes      | 20 de Fevereiro - 20 de março   | Ametista, Estanho                      |

## Pedras mensais
Esta tabela foi obtida de um site de uma revista eletrônica para adolescentes 
| Mês       | Pedras mensais (âmbito da língua inglesa) | Pedras mensais (âmbito da língua alemã) | Signos zodiacais        |
| --------- | ----------------------------------------- | --------------------------------------- | ----------------------- |
| Janeiro   | Granada                                   | Granada , Heliotrópio                   | Capricórnio , Aquário   |
| Fevereiro | Ametista                                  | Ametista , Ônix                         | Aquário , Peixes        |
| Março     | Água-marinha                              | Água-marinha , Jade                     | Peixes , Áries          |
| Abril     | Diamante                                  | Diamante , Cristal-de-rocha             | Áries , Touro           |
| Maio      | Esmeralda                                 | Esmeralda , Crisoprásio                 | Touro , Gêmeos          |
| Junho     | Pérola                                    | Pérola , Pedra-da-lua                   | Gêmeos , Câncer         |
| Julho     | Rubi                                      | Rubi , Cornalina                        | Câncer , Leão           |
| Agosto    | Peridoto                                  | Peridoto , Aventurina                   | Leão , Virgem           |
| Setembro  | Safira                                    | Safira , Lápis-lazúli                   | Virgem , Libra          |
| Outubro   | Opala                                     | Opala , Turmalina                       | Libra , Escorpião       |
| Novembro  | Topázio                                   | Topázio , Olho-de-tigre                 | Escorpião , Sagitário   |
| Dezembro  | Turquesa                                  | Turquesa , Zircão                       | Sagitário , Capricórnio |

## Galeria

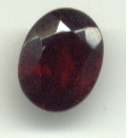
Granada, a pedra de nascimento para janeiro
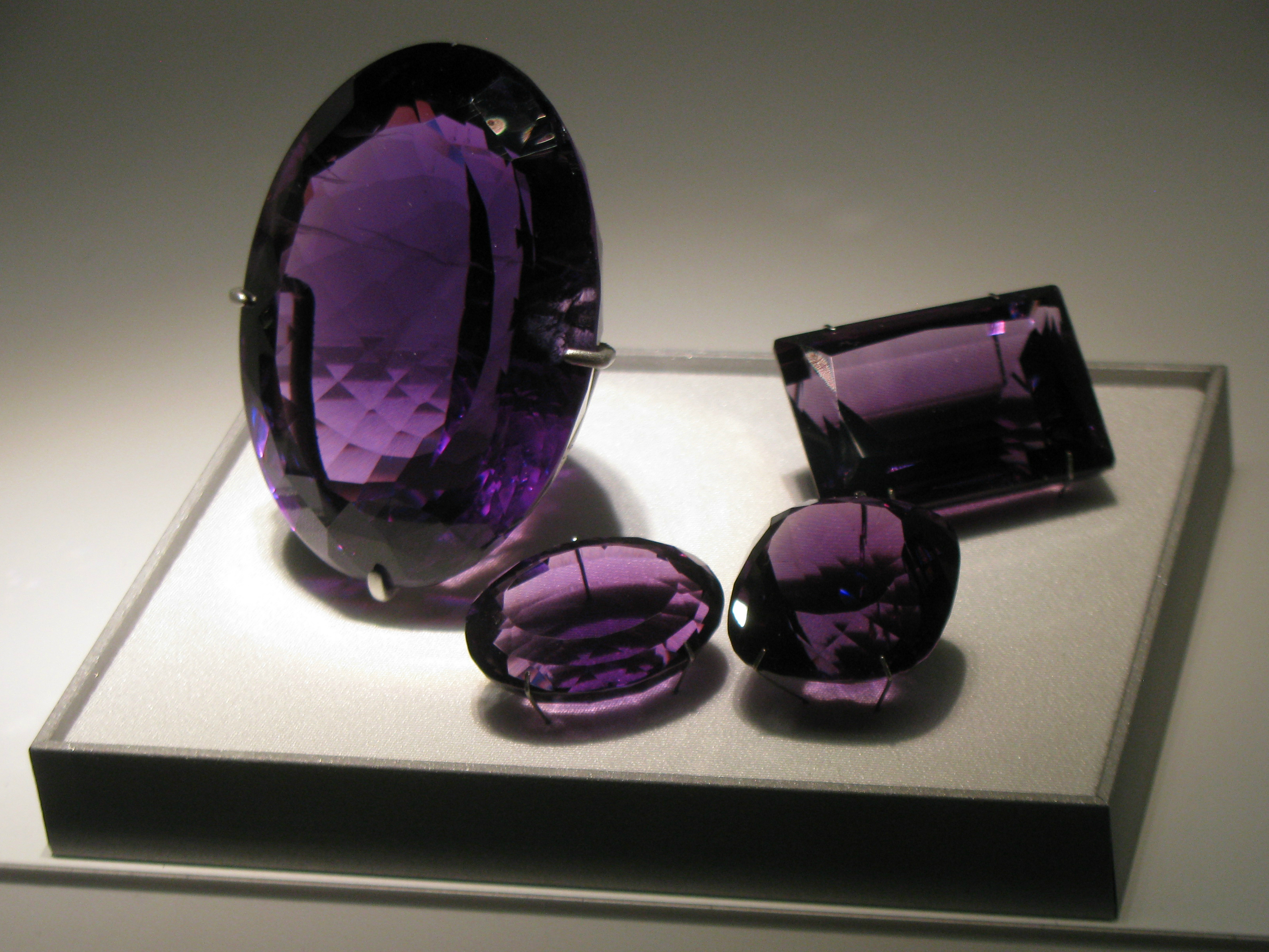
Ametista, a pedra de nascimento para fevereiro
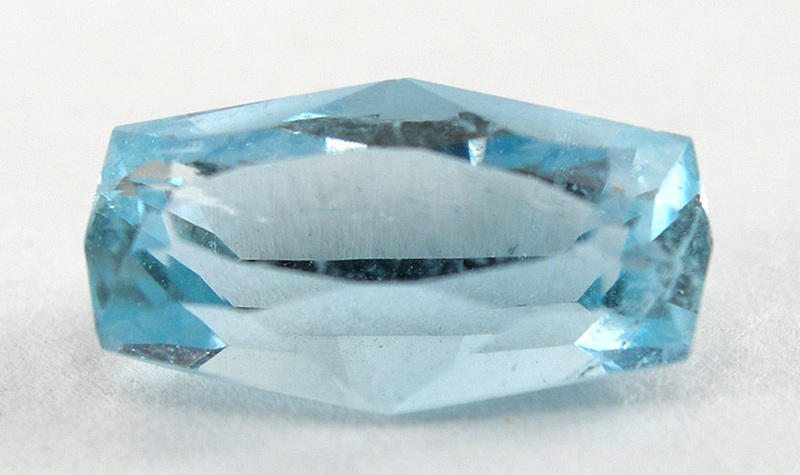
Beryl, a pedra de nascimento para março
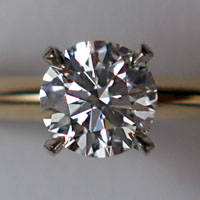
Diamante, a pedra de nascimento para abril